# Lycosa balaramai
Lycosa balaramai là một loài nhện trong họ Lycosidae.
Loài này thuộc chi Lycosa. Lycosa balaramai được Patel & C miêu tả năm 1993. Adinarayana Reddy.